# Vitomir Ivanjek
Vitomir Ivanjek  – Vito (Zagreb, 22. srpnja 1969.) je hrvatski pijanist, orguljaš i skladatelj. 

## Životopis
Vitomir Ivanjek je već kao petogodišnjak počeo učiti glasovir kod Blaženke Zorić: u njezinom je razredu u Glazbenoj školi Vatroslava Lisinskog u Zagrebu 1987. i maturirao. Godinu dana poslije maturirao je i u zagrebačkom Matematičko-informatičkom obrazovnom centru. Tijekom školovanja osvojio je niz prvih nagrada na republičkim i saveznim natjecanjima mladih pijanista te sudjelovao na mnogim međunarodnim seminarima u Švicarskoj, Velikoj Britaniji, Austriji Švedskoj i Hrvatskoj. Nakon završenog školovanja u Zagrebu, studij glasovira nastavio je u razredu prof. Alexandera Jennera na Visokoj školi za glazbu i scensku umjetnost (Hochschule für Musik und darstellende Kunst) u Beču, gdje je 1994. i diplomirao. U Beču se, kao pijanist, usavršavao i u razredu prof. Klare Harrer-Baranyi, te potom u razredu prof. Reinharda Theisera studirao i popularnu glazbu.
Do danas je Vitomir Ivanjek održao mnogobrojne zapažene pijanističke recitale u Hrvatskoj i u inozemstvu, među kojima se osobito ističu nastupi u Austriji, Rumunjskoj (Bukurešt), Italiji (Milano), Cipru (Nikozija) i Sjedinjenim Američkim Državama (Seattle). Često i rado nastupa na dobrotvornim koncertima. Kao solist je nastupao s Društvenim orkestrom HGZ-a, Zagrebačkim solistima i orkestrom Gaudeamus, a mnoge njegove izvedbe snimljene su za radio i televiziju. Sklada pretežito za glasovir: najpoznatije su mu autorske skladbe Dijalog, Intermezzo, Imaginarne vedute, Sjećanje i Rapska zvona. Za svoje koncertne nastupe često obrađuje popularne narodne pjesme i pop rock uspješnice. Njegovi studijski albumi »Pušlec« i »Imaginarne vedute« bili su nominirani za nagradu Porin.
Vitomir Ivanjek član je Hrvatskog društva glazbenih umjetnika i Hrvatske zajednice samostalnih umjetnika. Živi i djeluje kao samostalni umjetnik.

## Nagrade i priznanja
- 4 prve nagrade na natjecanjima pijanista u Hrvatskoj (1978., 1980., 1985. i 1987.)
- 3 prve nagrade na natjecanjima pijanista u bivšoj Jugoslaviji (1980., 1985. i 1987.)
- 1987. nagrada Mira Sakač za najboljeg mladog pijanista
- 1987. nagrada SOKOJ-a (Saveza organizacija kompozitora Jugoslavije) za skladbu Dijalog
- 1987. stipendija Fonda za stipendiranje mladih glazbenika Ive Pogorelića

## Diskografija
- 1999. CD i kazeta »Pušlec«, Zagreb: Kajkaviana
- 2003. CD »Hello«, Zagreb: Don Vito & Co.
- 2005. CD »Imaginarne vedute«, Zagreb: Protektor d.o.o.
- 2008. CD »Rapska zvona« (singl), Zagreb: Don Vito & Co.
- 2010. CD »Božićni valcer« (singl), Zagreb: Don Vito & Co.

## Vanjske poveznice

### Sestrinski projekti
|  | Zajednički poslužitelj ima još gradiva o temi Vitomir Ivanjek |

### Mrežna sjedišta
- Vitomir Ivanjek – službene stranice (hrv.) (njem.) (engl.)
- HRT – Dobro jutro, Hrvatska: Pijanist Vitomir Ivanjek[neaktivna poveznica]
- MIC: Gostovanje Vitomira Ivanjeka u Milanu  Arhivirana inačica izvorne stranice od 4. ožujka 2016. (Wayback Machine)
- Haus Der Musik – Vitomir Ivanjek: Weihnachten in Kroatien  Arhivirana inačica izvorne stranice od 22. ožujka 2012. (Wayback Machine) (njem.) (engl.)
- Večernji list – Snježana Herak: »Pijanist Vitomir Ivanjek oduševio Bečane svojom virtuoznošću«
- Komentar.hr – Ivana Živković: »Humanitarni koncert Vitomira Ivanjeka«[neaktivna poveznica]